# Miroslav Miletić
Miroslav Miletić (Sisak, 22. kolovoza 1925. – Zagreb, 3. siječnja 2018.), bio je hrvatski skladatelj, violinist i glazbeni pedagog.
U Zagrebu je osnovao gudački kvartet Pro Arte, koji je tijekom 1970-ih godina bio jedan od 10 najboljih kvarteta u svijetu. Kao skladatelj promovirao je hrvatsku folklornu i crkvenu glazbu (posebice s otoka Hvara). Miletić je jedan od najizvođenijih hrvatskih skladatelja 20. stoljeća, a popularnost mu je veća u inozemstvu nego u domovini. Dobitnik je brojnih priznanja i nagrada među kojima je i nagrada Porin za životno djelo. Član je Hrvatskog društva skladatelja.

## Životopis
Miroslav Miletić rodio se 22. kolovoza 1925. godine u Sisku. Diplomirao je 1953. godine na Muzičkoj akademiji u Zagrebu, smjer violina kod profesora Ivana Pinkave. Komornu glazbu završio je kod profesora Antonia Janigroa. Pohađao je privatni studij kompozicije u Zagrebu, Salzburgu, Hilversumu i Darmstadtu. U Pragu se usavršavao za violu (L. Czerny) i skladanje (Pavel Bořkovec). S gudačkim kvartetom Pro Arte, kojeg je utemeljio 1960. godine, profilirao je suvremenu glazbu hrvatskih autora. Održao je brojne koncerte po zemljama Europe, Amerike, Afrike i bivšeg Sovjetskog Saveza, promičući dostignuća hrvatske komorne glazbe. Njegov skladateljski opus nastaje na temelju pozitivnih iskustava tradicionalnoga glazbenoga govora i na bujnosti folklornog izraza s kojim je oduvijek bio vrlo blizak. Primjena glazbene avangarde u mnogim njegovim djelima te poznavanje suvremene glazbe, nije imalo utjecaj na njegov rad izvornog folklornog podrijetla. To se očituje u nekim Miletićevim najpoznatijim djelima kao primjerice u eklatantnom primjeru "novoga romantizma", Glasovirskom koncertu iz 1987. godine naslovljenom "Stilske vježbe" te u skladbama "Danza per violino solo", "Folklorne kasacije", u gudačkim kvartetima (primjerice u Drugom kvartetu, nazvanom "Dalmatinski"), Sonati za violu i glasovir, Sonatini za violinu i gitaru te u Hrvatskoj suiti za gitaru. Miletić je prvi hrvatski autor djela (koncerta) za gitaru i orkestar. 
Od 1946. godine vodio je Zagrebačku filharmoniju i Simfonijski orkestar Hrvatske radiotelevizije. Kao predavač viole bio je zaposlen u Glazbenoj školi "Pavao Markovac" u Zagrebu, u periodu od 1959. do 1982. godine.
Inicijativom Miroslava Miletića u Sisku se od 2001. godine održava manifestacija pod nazivom "Dani glazbe Miroslava Miletića". Festival se održava svake godine i traje tri dana, a na njemu se promovira suvremena glazba. "Dani glazbe Miroslava Miletića" jedno je od najvažnijih glazbenih događanja u Gradu Sisku.
36. Osorske glazbene večeri 2007. godine bile su posvećene njegovu djelovanju i radu.
Umro je u Zagrebu, 3. siječnja 2018. godine.

## Nagrade i priznanja
- 1959. - nagrada Zaklade Gaudeamus (Koncert za violu i orkestar)
- 1960. - Zlatni lav u Veneciji (glazba za film Piko)
- 1967. - Zlatna medalja u Vercelliju (Diptih za violončelo i glasovir; Suita in modo antico)
- 2002. - Vjesnikova nagrada za glazbu Josip Štolcer Slavenski
- 2009. - diskografska nagrada Porin za životno djelo
- 2017. - diskografska nagrada Porin za najbolju skladbu klasične glazbe

## Revizorski rad
- Ivan Zajc - Koncert za violinu i gudače
- Drago Kocakov - Sonata za dvije violine (jedina hrvatska sonata za takav sastav)
- A. Wranitzki - Koncert za dvije violine

## Vanjske poveznice
- Zdenka Weber: „Skladateljsko povjerenje u glazbenu tradiciju“ (Prilog za životopis u povodu 85. rođendana Miroslava Miletića), Kolo 5-6, 2010.  Arhivirana inačica izvorne stranice od 15. siječnja 2018. (Wayback Machine)
- arhiva.porin.info – Dobitnici nagrada za životno djelo: Miroslav Miletić
- Hrvatsko društvo skladatelja: popis djela Miroslava Miletića